# Marmosops
Marmosops es un género de marsupiales didelfimorfos de la familia Didelphidae, conocidos vulgarmente como marmosas o raposas esbeltas. Como ocurre con otros géneros de didélfidos, la ubicación cladística de las especies de Marmosops no está definida perfectamente.

## Especies
Se reconocen las siguientes:
- Marmosops bishopi (Pine, 1981)
- Marmosops caucae (Thomas, 1900)
- Marmosops cracens (Handley & Gordon, 1979)
- Marmosops creightoni Voss, Tarkfa & Yensen, 2004
- Marmosops fuscatus (Thomas, 1896)
- Marmosops handleyi (Pine, 1981)
- Marmosops impavidus (Tschudi, 1845)
- Marmosops incanus (Lund, 1841)
- Marmosops invictus (Goldman, 1912)
- Marmosops juninensis (Tate, 1931)
- Marmosops neblina Gardner, 1990
- Marmosops noctivagus (Tschudi, 1845)
- Marmosops ocellatus (Tate, 1931)
- Marmosops pakaraimae Voss, Lim, Díaz-Nieto & Jansa, 2013[1]
- Marmosops parvidens (Tate, 1931)
- Marmosops paulensis (Tate, 1931)
- Marmosops pinheiroi (Pine, 1981)

## Distribución
Las marmosas esbeltas pueblan la región neotropical desde Panamá hasta el norte y este de Sudamérica.
Algunas especies como la marmosa esbelta gris (Marmosops incanus) están ampliamente distribuidas por estas regiones, mientras que otras como la marmosa esbelta negra (Marmosops invictus) solo puede encontrarse en áreas muy delimitadas.

## Descripción
Jóvenes y adultos presentan la misma capa, si bien en los de mayor edad el pelo es más largo. Varía del pardo al gris en el dorso, tornándose más claro en el vientre. Por otra parte, la longitud del mismo presenta variaciones estacionales en función de la temperatura ambiental.
Las orejas son grandes y desnudas. Los ojos saltones están perfilados por sendas manchas negras que se extienden hacia el hocico. Presenta marcado dimorfismo sexual, alcanzando tamaños mayores los machos que las hembras. La cola es larga, aproximadamente de la longitud de un cuerpo y medio, desnuda y prensil.

## Comportamiento
Son animales de hábitos parcialmente arborícolas, se desplazan con lentos movimientos entre las ramas de árboles y arbustos en el estrato más bajo de la floresta. La hembra parece mostrar un comportamiento gregario, mientras que los machos suelen ser más bien sedentarios.

### Alimentación
La mayor parte de las especies estudiadas de este género se alimentan de insectos y frutas principalmente, sin descartar otros recursos tanto animales como vegetales. En concreto, M. incanus, parece mostrar especial predilección por grandes insectos como escarabajos, langostas y saltamontes.

### Reproducción
La biología reproductiva de las especies del género no está profundamente estudiada en todas ellas, aunque los datos referentes a M. incanus, pueden ser muy similares a los de las demás especies.[cita requerida]
La marmosa esbelta gris presenta un curioso ciclo vital en relación con la reproducción. Los partos se concentran entre septiembre y diciembre, tiempo después del cual, los machos mueren. Las hembras alcanzan el mes de mayo y mueren también, de tal modo que durante los  meses de junio a agosto, solo existen jóvenes nacidos durante el año anterior que se reproducirán al finalizar el presente.

## Estado de conservación
En general se trata de especies poco conocidas que deben ser consideradas como raras en la mayor parte de los casos. No obstante, como ocurre en el caso de M.incanus, la especie más extendida del género, cuando se dispone de datos suficientes, pueden descartarse amenazas para la perduración de algunas de ellas.